# Odiel Van Den Meersschaut
Odiel Van Den Meersschaut (* 25. Dezember 1919 in Melsen; † 16. März 1993 in Gent) war ein belgischer Radrennfahrer.
Odiel Van Den Meersschaut war Profi-Radrennfahrer von 1938 bis 1952. In dieser Zeit errang er rund 60 Siege bei „Kirmesrennen“ in Belgien; 1940 wurde er Belgischer Meister im Straßenrennen, 1945 Vize-Meister. 1942 gewann er den Omloop der Vlaamse Gewesten. 1947 wurde er zudem Dritter bei der Belgischen Meisterschaft im Querfeldein-Rennen und 1948 Zweiter.
Van den Meersschaut startete Anfang der 1950er Jahre zwölfmal bei Sechstagerennen, 1950 konnte er das von München gemeinsam mit Camille Dekuysscher gewinnen.
Nach dem Ende seiner Radsport-Karriere eröffnete Odiel Van Den Meersschaut, wegen seiner hellen Haarfarbe „de Witte“ genannt, in Ronse ein Geschäft für elektronische Haushaltswaren.